# Rhytiphora ochrescens
Rhytiphora ochrescens là một loài bọ cánh cứng trong họ Cerambycidae.